# Perstorp (commune)
La commune de Perstorp est une commune suédoise du comté de Skåne. 7 174 personnes y vivent. Son chef-lieu se situe à Perstorp.